# Святой Иоанн Креститель в пустыне (картина Босха)
«Святой Иоанн Креститель в пустыне» («Медитация Иоанна Крестителя») — картина нидерландского художника Иеронима Босха.
Посреди завораживающе поэтичного, наполненного закатным светом пейзажа, святой пророк Иоанн изображён углубившимся в религиозные размышления. Это столкновение двух реальностей — «горнего» и «дольнего» — представляет ещё один вариант темы, ставшей типичной для творчества Босха, — победы духовного начала над греховными соблазнами мира.
На композиционном решении картины вероятно сказалась написанная несколькими годами ранее картина Гертгена тот Синт Янса, где изображён пророк, в глубокой задумчивости уставившийся невидящим взглядом в пространство. У Босха он указывает на Агнца Божьего, изображённого в правом нижнем углу. По этому жесту традиционно узнаётся Иоанн-предтеча Христа, но в данном случае этим обозначается ещё и духовная альтернатива плотскому началу, воплощённому в сочных мясистых плодах, которые вздымаются рядом на грациозно изогнутых стеблях, и в столь же красноречивых растениях на заднем плане.

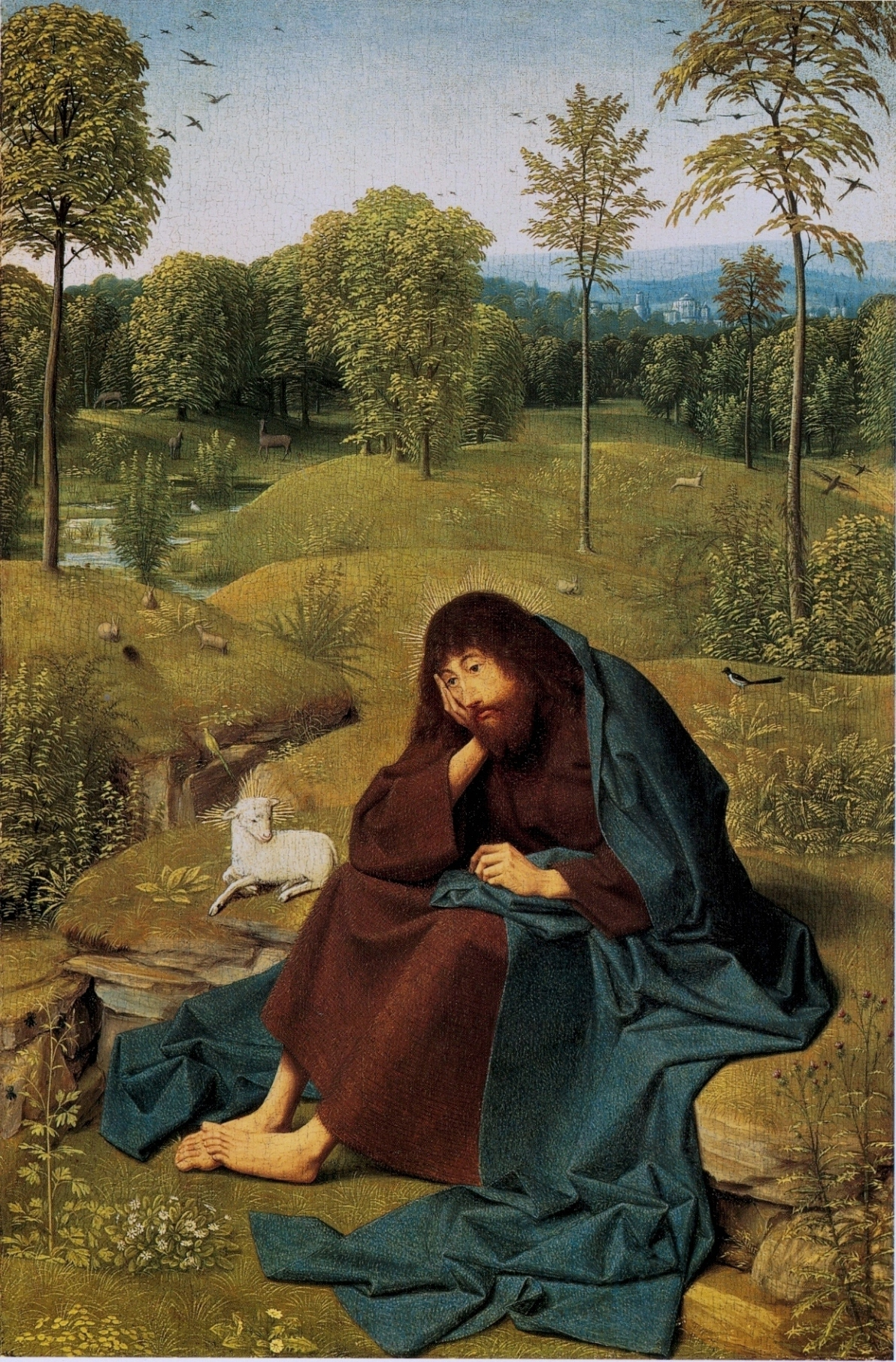
Гертген тот Синт Янс. Иоанн Креститель. ок.1490. Картинная галерея. Берлин

На первом плане возвышается странно изогнутое растение с широкими листьями и огромными шипами — кажется, оно выросло здесь специально для того, чтобы отвлечь отшельника от благочестивых размышлений. Подозрительные плоды этого фантастического куста являются символами земных соблазнов. Усеянный колючками ствол, схожий с чертополохом, напоминает о первородном грехе: сделав свой первый выбор — вкусив плод древа познания, — прародители, а вместе с ними и весь род человеческий, утратили земной рай. Но в контексте темы искушений, это сказочное растение можно трактовать и как образ видения, насланного дьяволом на удалившегося в пустыню Иоанна Крестителя. Это растение оказалось импровизацией художника, который по какой-то причине замаскировал им изображение донатора уже после завершения картины .
Птицы разных пород кормятся огромными лесными ягодами: и пернатые, и разросшиеся растения соответствуют флоре и фауне в триптихе «Сад земных наслаждений». О тематической и хронологической связи этих произведений говорят и другие аналогии, например, причудливой формы скалы заднего плана.
Сплошная зелёная стена растительности справа решена контрастно по отношению и к фантастическому растению слева, и к причудливым, нереальным скалам дальнего плана. Кроны деревьев, тщательно обозначенные равномерно точечными белильными мазками, имитирующими игру солнечного света на пышной зелени, ближе к живописи скорее Джорджоне, нежели таких северных мастеров, как Альбрехт Альтдорфер, пейзажи которого насыщены динамикой буйно произрастающего растительного мира.